# The Beach Boys Today!
The Beach Boys Today! (también conocido solo como Today!) es el octavo álbum de estudio por The Beach Boys, y su primero de tres en 1965. Aunque nadie comprendiera la importancia del álbum entonces, este álbum ha marcado un punto decisivo dentro del mundo de la banda, y en particular, del líder Brian Wilson, en la trasformación de las simples canciones surf rock, a composiciones pop más complejas.
Poco antes de que comenzara la grabación, el grupo completó su álbum All Summer Long (1964), destinado a ser su declaración final sobre la música de temática playera. En diciembre de 1964, Brian tuvo un ataque de nervios durante un vuelo y renunció a su gira con el grupo para centrarse únicamente en escribir y producir. Comenzó a usar marihuana y LSD, que dice, tuvo efectos profundos en la forma en que percibía y componía música.
Producido, arreglado y escrito en gran parte por Wilson con letras adicionales de Mike Love, Today! señaló una desviación de álbumes anteriores a través del enfoque orquestal cada vez más sofisticado de Wilson y el abandono de temas relacionados con el surf, los automóviles o el amor adolescente. Las pistas del lado uno presentan un sonido de alto ritmo que contrasta el lado dos, que consiste principalmente en baladas. Con instrumentación que incluye acordeones, clavecines, cuerno francés, pianos, mandolinas y campanas de trineo, el álbum muestra arreglos aventureros y distintos, producciones de múltiples capas de Wall of Sound y temas personales que presagiarían futuros álbumes como Pet Sounds (1966).
Today establecieron a los Beach Boys como artistas de álbum en lugar de una "banda de sencillos". El autor Scott Schinder se refirió a su "estructura tipo suite" como un ejemplo del formato de álbum de rock que se utiliza para hacer una declaración artística cohesiva. En 2005, se incluyó en el libro 1001 Albums You Must Hear Before You Die.
En el 2020 el álbum fue ubicado en el puesto 466 de la lista de los 500 mejores álbumes de todos los tiempos de la revista Rolling Stone.

## Antecedentes
Al final de un particularmente estresante 1964, los Beach Boys habían lanzado cuatro álbumes en 12 meses, despidieron al padre de los Wilson, Murry, desde su posición directiva y grabaron los sencillos éxitos anticipados "When I Grow Up (To Be a Man)" y "Dance, Dance, Dance". A mediados de 1964 también se produjo el divorcio de Mike Love de su primera esposa, Frances St. Martin, con quien se había casado en 1961. Durante las sesiones de grabación del álbum, Love le dijo a Melody Maker que él y la banda querían hacer música más allá del surf rock, y así evitar vivir del pasado o descansar en los laureles de la banda. Brian Wilson había escrito su última canción de surf en abril de 1964, con la intención de que All Summer Long (editado en julio de 1964) fuera la última declaración del grupo sobre música con temática playera.
Wilson se agotó física y emocionalmente hasta el punto de sufrir un ataque de ansiedad el 23 de diciembre de 1964. Durante las sesiones de grabación de Today! en enero de 1965, informó a la banda que tenía la intención de retirarse de las giras y centrar su atención exclusivamente en la creación y producción de música, a lo que la banda terminó aceptando de mala gana. Wilson expresó su pesar por no haber hecho esto antes para que pueda hacer "justicia" a las grabaciones de la banda, diciendo "Fui agotado mental y emocionalmente porque estaba corriendo, saltando de avión en avión de una ciudad a otra, también produciendo, escribir, organizar, cantar, planificar, enseñar, hasta el punto en que no tuve paz mental ni tuve la oportunidad de realmente sentarme, pensar o incluso descansar". Según Barry Mann y Cynthia Weil, a principios de 1965, Wilson telefoneó a la pareja para felicitarlos por su nueva canción "You've Lost That Lovin' Feelin'", Weil cita a Wilson: "Tu canción es la más grandiosa de la historia. Yo estaba listo para salir del negocio de la música, pero esto me ha inspirado a escribir de nuevo. Quiero escribir con ustedes".

## Música y letras
Today! marcó una maduración en el contenido lírico de The Beach Boys al abandonar temas relacionados con el surf, los automóviles o el amor adolescente. Algunas canciones de amor permanecieron, pero con un toque más maduro, junto con pistas introspectivas acompañadas de arreglos aventureros y distintos. El crítico de rock británico Nick Kent explicó: "Lo que realmente estaba sucediendo era que el enfoque de Brian hacia el romance era cada vez más personalizado, más honesto de una manera claramente autobiográfica".
Según el autor Scott Schinder, "la estructura tipo suite, con el álbum dividido en partes de canciones rápidas y un lado de baladas, presentaba una manifestación temprana del formato de álbum de rock utilizado para hacer una declaración artística cohesiva, una idea que Brian Wilson pronto exploraría más completamente". Today! fue el primer trabajo de la banda en donde se buscó hacer del álbum una obra de arte, y no un cúmulo de canciones. La reciente introducción de Brian a la marihuana, que usó como un calmante para el estrés, influyó enormemente en la escritura del álbum, como luego afirmó: "hizo que la música creciera en mi cabeza". El musicólogo Philip Lambert no está de acuerdo con la idea de que "Brian escribió canciones del lado B antes de su catarsis de diciembre y canciones del lado A bajo el resplandor soleado de su posterior libertad", creyendo que las composiciones que precedieron al episodio del avión aún mostraban evidencia de ingenuidad progresiva.

## Lado A
PopMatters observa que aunque el lado A de Today! Está lleno de números de ritmo rápido, "sería un error asumir que las baladas son más sofisticadas ... Wilson demuestra que puede ser tan armónica y estructuralmente inventivo con canciones pegadizas de baile como él puede con baladas emocionales". En "Good to My Baby" y "Don't Hurt My Little Sister", el diario señala "simplicidad engañosa" en su música y lirismo, con este último "capturando los sentimientos conflictivos y torturados que Wilson estaba enfrentando durante este período "que puede que no se note en una primera escucha". El diario explica que comúnmente se sospecha que "Don't Hurt My Little Sister" es autobiográfico, con Wilson aludiendo a sus sentimientos conflictivos y románticos hacia su cuñada. Según el último colaborador de Brian, Van Dyke Parks, Wilson tenía un "ferviente deseo de reinventarse a sí mismo como individuo, no como un muchacho". Esto culminó en "When I Grow Up (To Be a Man)", una canción discutiendo sus ansiedades acerca de convertirse en un adulto. Lanzado en sencillo, fue una de las primeras canciones de rock en explorar el tema de la adultez inminente. La siguiente canción, "Help Me, Ronda", más tarde se volvería a grabar como "Help Me, Rhonda" para entregar a los Beach Boys su segundo éxito número uno en mayo. Su riff fue tomado de "Fannie Mae" de Buster Brown (1959). A diferencia de la edición de sencillo posterior, esta versión contiene numerosos fade-outs falsos.

## Lado B
"Please Let Me Wonder" fue la primera canción que Brian Wilson escribió bajo la influencia de la marihuana. "Kiss Me, Baby" contiene una paleta instrumental expandida de tres guitarras, dos bajos, dos pianos, dos saxofones y percusión, corno inglés y corno francés. Thomas Ward de AllMusic calificó la canción como un producto de las "canciones confesionales densas y multicapas de Wilson, con temas para adultos y temas de exploración previamente desarrollados solo por artistas como Bob Dylan", mientras el biógrafo Jon Stebbins lo llamaría "el pináculo de la balada ... una de las canciones más románticas y emotivas de los Beach Boys". En el libro Yeah Yeah Yeah: The Story of Modern Pop, Bob Stanley de Saint Etienne escribió sobre el lirismo en "In the Back of My Mind":

Las emociones [del narrador], lo que sea que realmente estaba en el fondo de su mente, parecían salir sin ningún filtro por lo que se consideraba genial, o apropiado, o incluso musicalmente aceptable ... Del mismo álbum, 'She Knows Me Too Well' empieza con 'A veces tengo una forma extraña de mostrar mi amor', una línea que no sorprendería en los catálogos de Nick Cave o Jesus y Mary Chain, pero era bastante inquietante en manos de los californianos locos por los coches.

La portada enumera nueve de las doce pistas del álbum, seguidas por "más tres nuevas canciones geniales escritas por Brian Wilson". Sin embargo, una de las tres pistas restantes, sólo "In the Back of My Mind" fue otra composición original. "I'm So Young" se suele atribuir a William H. "Prez" Tyus, Jr., y la otra canción, "Bull Sessions With "Big Daddy"", es una entrevista informal con la banda.

## Grabación y producción
Las grabaciones comenzaron el 22 de junio de 1964 entre sesiones para el álbum navideño titulado The Beach Boys' Christmas Album, "Don't Hurt My Little Sister" fue la canción más antigua grabada para el álbum. Agosto se dedicó a los sencillos  "When I Grow Up (To Be a Man)" y "She Knows Me Too Well"; seguido por "I'm So Young", las canciones "All Dressed Up for School" y "Dance, Dance, Dance" en septiembre. En octubre solo se realizó una nueva versión de "Dance, Dance, Dance", siendo la primera sesión marcada para Today!, y la única sesión que se realizó en RCA Victor Studios. "Kiss Me Baby" fue grabada dos meses después en diciembre. Luego del regreso de Brian al estudio el 7 de enero de 1965, el resto del álbum se completó en menos de dos semanas, finalizando el 19 de enero. Según lo documentado por Craig Slowinski, la instrumentación del álbum fue la siguiente:
- guitarras
  - doce cuerdas, eléctrica, y acústicas; eléctrico y bajo de seis cuerdas

- teclados
  - acordeón, clave, piano de cola, piano vertical, Piano eléctrico Wurlitzer, órgano Hammond, órgano Farfisa

- viento madera
  - corno inglés, oboe, armónica, saxofón tenor, saxofón barítono, y saxofón bajo

- sección de cuerdas
  - autoarpa, violín, violonchelos, mandolina, mandolina eléctrica, ukelele

- percusión
  - batería, caja china, pandereta, timpani, conga, timbales, claves, campana de trineo, triángulo, castañuelas, árbol de campanas, vibráfono

- viento metal
  - trompa[25]

En comparación con los álbumes anteriores, en Today! Brian hizo un uso más intensivo de los músicos de sesión. A pesar de esto, Carl Wilson participó en las sesiones como guitarrista para muchas de las pistas del álbum, y generalmente tocó junto a estos músicos de sesión que más tarde se conocerían informalmente como la Wrecking Crew, compuesta por muchos de los mismos músicos que tocaron con Phil Spector en muchas de las producciones que Wilson idolatraba. El proceso de grabación involucró grabar en dos pistas en una cinta de tres, con una restante para la primera sobregrabación vocal. Esta cinta luego fue doblada a una segunda para una capa adicional de sobregrabaciones vocales. El LP finalmente se editó en mono, es el primer álbum que no se editaba en estéreo desde Surfin' USA (1963). Durante los años 80, Capitol Records reedito varios álbumes de The Beach Boys, aunque con ciertos cambios: fue reetitulado Dance Dance Dance, la portada era distinta y dos pistas fueron eliminadas, "In the Back of My Mind" y "Bull Session with the 'Big Daddy'". Este fue uno de los álbumes que no se publicaron en sonido estereofónico. Originalmente, Capitol publicó el álbum en mono, así como "Duophonic". Recién en 2012, se editó por primera vez una mezcla en estéreo completa de Today!.

## Recepción y reediciones
A pesar del cambio de sonido presente en Today!, el álbum fue un éxito comercial, subió hasta el número cuatro en Billboard 200 durante 50 semanas, y también alcanzó el número seis en el Reino Unido durante el verano de 1966. Today! es uno de los álbumes más aclamados de The Beach Boys en toda su carrera, fue incluido en varias lisas de "grandes discos...". En 2012, el álbum fue votado y llegó al puesto n.º 271 Rolling Stone en la lista de 500 Greatest Albums of All Time, que dice: "Los Beach Boys estaban todavía en los coches, las niñas y las tablas de surf, [sic] pero Brian Wilson ya era un genio. Escribe melodías dulces de California aquí, y la inquietante 'She Knows Me Too Well' para llegar profundamente a Pet Sounds". En 2005, fue incluido en el libro 1001 Albums You Must Hear Before You Die. En 2007, The Guardian lo nombró uno de los 1000 Albums to Hear Before You Die.
El álbum citado como un presagio del posterior Pet Sounds. Alice Bolin escribe: "Pet Sounds se lanzó poco más de un año después de Today!, y puede ser difícil separarlo de la obra maestra que produjo, tanto que puede parecer un ensayo para Pet Sounds, con sus temas e ideas repetidos y perfeccionados en el álbum posterior". PopMatters agrega: "Pet Sounds es acerca de crecer y seguir adelante, y como tal, es melancólico y reflexivo. Pero Today! es sobre el optimismo, no la tristeza, de dejar la adolescencia. Incluso en las canciones más sentimentales del lado B, hay una sensación de emoción y anhelo por lo que el futuro tiene reservado".

### Reconocimientos
| Publicación   | País           | Galardón                                 | Año  | Posición |
| ------------- | -------------- | ---------------------------------------- | ---- | -------- |
| The Guardian  | Reino Unido    | 1000 Albums to Hear Before You Die       | 2007 | *        |
| Rolling Stone | Estados Unidos | The 500 Greatest Albums of All Time      | 2012 | 271      |
| Robert Dimery | Estados Unidos | 1001 Albums You Must Hear Before You Die | 2005 | *        |

(*) no existe posición en esa lista.

## Lista de canciones
Todas las canciones escritas y compuestas por Brian Wilson y Mike Love, excepto donde está indicado. 
| Lado A |                                                               |                          |          |  |
| N.º    | Título                                                        | Vocalista principal      | Duración |  |
| 1.     | «Do You Wanna Dance?» (Bobby Freeman)                         | Dennis Wilson            | 2:39     |  |
| 2.     | «Good to My Baby»                                             | Brian Wilson y Mike Love | 2:21     |  |
| 3.     | «Don't Hurt My Little Sister»                                 | Mike Love y Brian Wilson | 2:10     |  |
| 4.     | «When I Grow Up (To Be a Man)»                                | Brian Wilson y Mike Love | 2:05     |  |
| 5.     | «Help Me, Rhonda»                                             | Al Jardine               | 3:07     |  |
| 6.     | «Dance, Dance, Dance» (Brian Wilson, Carl Wilson y Mike Love) | Mike Love y Brian Wilson | 2:04     |  |
| 14:30  |                                                               |                          |          |  |

| Lado B |                                                                                     | |          |  |
| N.º    | Título                                                                              | Vocalista principal                                                                                        | Duración |  |
| 1.     | «Please Let Me Wonder»                                                              | Brian Wilson y Mike Love                                                                                   | 2:49     |  |
| 2.     | «I'm So Young» (William H. y Tyrus Jr.)                                             | Brian Wilson                                                                                               | 2:34     |  |
| 3.     | «Kiss Me, Baby»                                                                     | Brian Wilson y Mike Love                                                                                   | 2:44     |  |
| 4.     | «She Knows Me Too Well»                                                             | Brian Wilson                                                                                               | 2:31     |  |
| 5.     | «In the Back of My Mind»                                                            | Dennis Wilson                                                                                              | 2:11     |  |
| 6.     | «Bull Session With "Big Daddy"» (Brian Wilson, Carl Wilson, Mike Love y Al Jardine) | El grupo se entrevista con Conde, Marilyn Wilson también aparece brevemente, pero Al Jardine está ausente. | 2:11     |  |
| 15:02  |                                                                                     | |          |  |